# يانا خوخلوفا
يانا فاديموفنا خوخلوفا (الروسية: Яна Вадимовна Хохлова ، من مواليد 7 أكتوبر 1985) هي راقصة جليدية روسية سابقة اشتهرت بالتزلج مع شراكتها سيرجي نوفيتسكي، التي حصلت معه على الميدالية البرونزية العالمية لعام 2008 ، وبطلة أوروبا لعام 2009 ، وبطلة وطنية روسية مرتين (2008-09). تنافست أيضًا مع أندريه ماكسيميشين وفيدور أندريف.

## مسيرتها المهنية
بدأت خوخلوفا حياتها المهنية في التزلج مع أليكو، وهي فرقة باليه على الجليد للأطفال مقرها في موسكو. في سن الثالثة عشر فكرت في ممارسة التزلج على الجليد لكنها كانت أكبر من أن تتعلم القفزات ، لذا اقترح عليها أحد المدربين تجربة الرقص على الجليد، شاركت خوخلوفا في البداية مع أندريه ماكسيميشين.

## روابط خارجية
- Jana Khokhlova / Sergei Novitski في الاتحاد الدولي للتزلج
- "Official site - Khokhlova / Novitski". مؤرشف من الأصل في ديسمبر 7, 2008. اطلع عليه بتاريخ ديسمبر 10, 2007.